# Lali Espósito
Mariana Esposito (Buenos Aires, 10 oktober 1991) of beter bekend als Lali Esposito is een Argentijns actrice en zangeres.
Mariana Esposito is de dochter van Maria Jose Riera en Carlos Esposito, voetbaltrainer. Ze heeft een oudere broer en zus genaamd Patricio en Ana Laura. Zij heeft als kind en jongere in Banfield gewoond met haar familie. Ze is daar naar het secundair onderwijs gegaan in de school 'San Vicente de Paul in Parque Patricios.
Lali begon met acteren sinds het jaar 2003 in de televisieserie 'Rincón de luz' als 'Melena (Coco) Cabrera, daarin maakte ze dus haar debuut als actrice. In het jaar 2004-2005 deed ze mee in 'Floricienta' als 'Roberta Espinosa'. In 2006 deed ze mee in 'Chiquititas sin fin' als 'Agustina Ross'. Van 2007-2010 had ze een hoofdrol in 'Casi Angeles'. Een serie die veel succes heeft gehad over de hele wereld. Daarin speelde ze als Marianella "mar" Rinaldi'. Dankzij deze serie heeft ze een band gevormd genaamd 'Teen Angels' die 6 albums heeft uitgebracht. Na die zes jaar in Teen Angels is ze verdergegaan als solozangeres en heeft een album uitgebracht, A Bailar. Hiermee heeft ze haar eerste tour gemaakt en meerdere prijzen gewonnen.
In 2011 speelde ze de rol van 'Milagros "Mili" Rivas' in de serie 'Cuando me sonreis'. In 2013-2014 was ze 'Daniela' in 'Solamente Vos'. Ze is gestart in het begin van 2015 met de televisieserie 'Esperanza Mia' waar ze de hoofdrol in speelt: 'Julia of Esperanza Albarracin'. Ze heeft in drie films meegespeeld: La pelea de mi vida (2012), Teen Angels; El Adios (2013) en in A los 40 (2014). Espósito speelt een van de hoofdrollen in de Spaanse televisieactieserie Sky Rojo.
Lali is naast actrice en zangeres model. Samen met haar vrienden uit de serie 'Casi Angeles' (die vier jaar heeft geduurd) hebben ze geposeerd voor verschillende kledinglijnen. Zijzelf heeft verschillende reclamespotjes gemaakt, waaronder de reclame van haar eigen parfum genaamd 'Lali'.
- Bibliothèque nationale de France: cb17759838f (data)
- Gemeinsame Normdatei: 1230451412
- International Standard Name Identifier: 0000 0004 6533 4036
- Library of Congress Control Number: no2019130887
- MusicBrainz: cd740aa2-dddf-4248-9c14-7075ee5f682c
- Système universitaire de documentation: 241558026
- Virtual International Authority File: 2682153895176602410003
- WorldCat: E39PBJhX4w9Rm9FXwBGcH99xDq